# Riverdance
Riverdance er et danseshow, der består af traditionel Irsk tådans, der er kendt for hurtige benbevægelser, mens overkroppen holdes nogenlunde stille.
Riverdance blev første gang opført som pauseshow ved Eurovision Song Contest 1994. Den første forestilling blev koreograferet af Michael Flatley, med musik komponeret af Bill Whelan. 

## Udgivelser

### CD
- Riverdance: Music from the Show (1995)
- Riverdance 25th Anniversary: Music from the Show (2019)

### VHS
- Riverdance: The Show (1995)

### DVD
- Riverdance: A Journey (1996)[1]:92
- Riverdance: Live From New York City (1996)
- Riverdance: Live From Geneva (2002)
- Riverdance: The Documentary 10 Years (2005)
- The Best Of Riverdance (2005)
- Riverdance: Live From Beijing (2010)
- Riverdance: The Collection [5 DVD Set] (2010)
- Riverdance 25 Anniversary Show: Live In Dublin (2020)